# 郑和甫
郑和甫主教（1885年1月7日—1954年6月6日）生于安徽芜湖，圣公会河南教区主教。

## 生平
郑和甫出生于安徽芜湖，为美国圣公会圣雅各堂的牧师收养，1909年毕业于武昌文华书院神科，在汉口圣保罗座堂接受按立成为会吏。1912年按立为牧师，负责南陵真光堂。此后他赴美深造，获宾夕法尼亚大学硕士学位，任安庆圣救主座堂的主任牧师。1929年2月24日，他在汉口接受祝圣，成为圣公会河南教区的副主教。1930年參加蘭柏會議，成為第一位參加蘭柏會議的中國籍主教。1934年怀履光主教退休，郑和甫正式接任主教职务。1948年，鄭和甫主教當選中華聖公會主席主教，成為中華聖公會歷史上首任中國籍主席主教。1949年退休。1954年逝世于上海。